# Tünde Nagy
Tünde Nagy (* 20. April 1968 in Budapest) ist eine ehemalige ungarische Fußballspielerin. 

## Karriere

### Vereine
Nagy gehörte zunächst Grün-Weiß Brauweiler als Mittelfeldspielerin an, einem Verein, der erstmals in die Frauen-Bundesliga aufgestiegen war. In der zweigleisigen Spielklasse schloss sie mit der Mannschaft ihre Premierensaison als Zweitplatzierter der Gruppe Nord ab. Im Finale um die Deutsche Meisterschaft traf sie auf den TSV Siegen, nachdem im Halbfinale der FSV Frankfurt mit 3:1 bezwungen werden konnte. Das am 28. Juni 1992 im Siegener Leimbachstadion ausgetragene Finale um die Deutsche Meisterschaft wurde mit 0:2 verloren. Die Saison 1993/94 verlief ähnlich, mit dem Unterschied, dass im Halbfinale der TuS Niederkirchen mit 9:1 deutlich geschlagen wurde. Im Finale gab es ein Wiedersehen mit dem TSV Siegen, der sich am 19. Juni 1994 in Pulheim diesmal mit 1:0 durchsetzen konnte. 1994/95 erstmals als Meister aus der Gruppe Nord hervorgegangen, und im Halbfinale um die Deutsche Meisterschaft gegen den TuS Ahrbach mit 9:3 nach Hin- und Rückspiel erfolgreich gewesen, spielte sie nunmehr gegen den FSV Frankfurt. Das am 14. Mai 1995 in Pulheim ausgetragene Finale wurde abermals verloren – mit 0:2. 1996/97 zum zweiten Mal die Gruppe Nord als Meister abgeschlossen, gelang nach erfolgreichem Halbfinale gegen die SG Praunheim auch der erste Meistertitel. Am 8. Juni 1997 gewann Grün-Weiß Brauweiler im Duisburger Stadtteil Homberg mit 5:3 im Elfmeterschießen gegen den FC Rumeln-Kaldenhausen. 
Ferner erreichte sie mit ihrer Mannschaft zweimal das Finale um den DFB-Pokal, das sie mit der Mannschaft erst im zweiten Anlauf gewann. Nachdem sie mit ihrer Mannschaft das am 12. Juni 1993 im Berliner Olympiastadion ausgetragene Finale mit 5:6 im Elfmeterschießen gegen den TSV Siegen verloren hatte, revanchierte sich ihre Mannschaft gegen die Siegenerinnen am 14. Mai 1994 an gleicher Stätte mit 2:1. Ferner gewann sie mit der Mannschaft den am 24. Juli 1994 in Simmertal mit 4:0 über den TSV Siegen und den am 31. August 1997 beim FC Eintracht Rheine mit 1:0 errungenen Supercup.
Dem am 1. Juli 2000 aus der Fußballabteilung von Grün-Weiß Brauweiler hervorgegangenen und eigenständig gewordenen Verein FFC Brauweiler Pulheim gehörte sie mittlerweile als Abwehrspielerin an und bestritt in drei Spielzeiten 15 Bundesligaspiele. Am 1. April 2001 (14. Spieltag) debütierte sie in Bad Neuenahr-Ahrweiler bei der 0:1-Niederlage gegen den SC 07 Bad Neuenahr. Mit der Mannschaft schloss sie ihre Premierensaison als Viertplatzierter ab. In der Saison 2001/02, in der sie viermal in Punktspielen eingesetzt wurde, belegte ihr Verein den siebten Platz von zwölf teilnehmenden Mannschaften. Ihr letztes Punktspiel bestritt sie am 23. Mai 2004 (20. Spieltag) beim 2:2-Unentschieden im Auswärtsspiel gegen den Hamburger SV.

### Nationalmannschaft
Für die A-Nationalmannschaft bestritt sie 59 Länderspiele, in denen sie neun Tore erzielte. Unter anderem bestritt sie die zwei Viertelfinalspiele in der Qualifikation für die Europameisterschaft 1991. Beide Spiele gegen die Nationalmannschaft Norwegens wurden sowohl am 14. November 1990 in Kristiansand als auch am 25. November 1990 in Budapest mit 1:2 bzw. mit 0:2 verloren.

## Erfolge
- Deutscher Meister 1997, -Finalist 1992, 1994, 1995
- Meister der Bundesliga Nord 1995, 1997
- DFB-Pokal-Sieger 1994, -Finalist 1993
- DFB-Supercup-Sieger 1994, 1997